# Украински народен хор „Хрихорий Верьовка“
Националният заслужил академичен украински народен хор „Хрихорий Верьовка“ (на украински: Національний заслужений академічний український народний хор України імені Григорія Верьовки) е украински професионален хор, основан на 11 септември 1943 г. в Харков.

## История
Организатор и пръв ръководител на колектива е Хрихорий Верьовка, който ръководи хора заедно със съпругата си Елеонора Скрипчинска. Първият състав на хора включва 134 изпълнители: 84 хористи, 34 оркестранти, 16 балетисти. От 1944 г. колективът е базиран в Киев.
Хорът представя украинското изкуство в градовете на СССР, Румъния (1952, 1956), Полша (1953), Финландия (1954), Белгия и Люксембург (1958), Германия (1959), Югославия (1962) и други страни.
В чест на основателя на колектива, името на Верьовка е присвоено на хора през 1965 година. През същата година екипът е оглавен от Анатолий Авдийевски. От 1965 г. хорът е удостоен със званието „заслужил“, от 1974 г. – със званието „академичен“, а през 1997 г. получава статут на „национален“.
Хорът разполага с творческа лаборатория за автентични изпълнения на народни песни, фолклорна група, която систематично записва и дешифрира народни песни. Хорът организира поредици от самостоятелни концерти.
Анатолий Авдийевски въвежда за първи път женски академични гласове в народния хор, разширявайки неговите изпълнителски възможности. Авдийевски се опитва да разчупи класическото еднорегистрово и еднотемброво звучене на женските гласове, типично за ансамблите и хоровете в някои региони на Украйна (Полтавска област, Черкаска област).
След смъртта на Авдиевски, през 2016 – 2021 г. екипът се оглавява от Зеновий Коринец, а от есента на 2021 г. – от Ихор Курилив.
Хор „Верьовка“ е гастролирал в Мексико, Канада, Франция, Швейцария, Русия, Беларус, Полша, Германия и редица други страни по света. Хорът традиционно взема участие в големи украински държавни събития. Хорът притежава множество национални и международни награди. За големия си принос към каузата на мира и приятелството между народите, хорът е награден със сребърен медал на Световния съвет на мира. През 2019 г. е заснет игрален филм за хора „Хор Верьовка“ (реж. В. Шпак, продуцент Ю. Чернявска).

## Репертоар
Основата на репертоара на хора е украинският фолклор, както и песни и танци на други народи. Значителна част от обработката на украински песни е извършена от основателя на хора Х. Верьовка. Характерни техники, които Верьовка използва, са пеене на нисък женски глас, редуване на два гласа с унисони, октавно разклоняване, паралелизъм на пети, терцини, триади, прилагане на принципа на вариационно-текстурно хармонично развитие, полифонично-подгласови техники, елементи на тембрална полифония. По-късно репертоарът на хора е допълнен с произведения на Борис Лятошински, Лев Ревуцки, Микола Лисенко и други украински композитори. В съветско време репертоарът на колектива включва песни, прославящи комунистически фигури, сред които например песента „Възхвалявам партията“ на Володимир Верменич.
През 2011 г. се състои премиерното представление на хор „Верьовка“ на фолклорната опера на Е. Станкович „Когато цъфти папратта“, забранена по съветско време. През втората половина на 2010-те години хорът изпълнява и кримскотатарски, унгарски и полски композиции, стремейки се да отрази спецификата на различни региони на Украйна.

## Екип
Към 2015 г. екипът наброява над 150 души, което го прави най-големият украински професионален хор. Екипът на хора е разпределен в три групи: хорова, оркестрова и хореографска.

## Критика и скандали
Хорът „Вервьовка“, заедно с други подобни хорове, често е критикуван като „повърхностен“. Музикалният критик Олеся Найдюк определя хор „Верьовка“ като чисто съветско явление: „бляскава версия на фолклора, имитация, копиране, стилизация, въпреки това компетентна и професионална“, който насърчава „повърхностна и смехотворна естетика, най-често апелираща към образите на казак в шалвари и неговата приятелка, които непрекъснато изясняват връзката си с хумористични песни с диалогична форма като „А моят любим иска вареники““. Народните песни със сложен, дълбок смисъл бяха заменени с по-леки за кума, кумата, комшията, момата и момъка“. Любов Морозова характеризира хора с думите „Красива носталгична картина с грозен идеологически фон“.
През октомври 2019 г. хор „Верьовка“ изпълнява заедно със студио „Квартал 95“ представление, базирано на украинската народна песен „Горил борът, изгорял“ (на украински: „Горіла сосна, палала“), осмивайки опожарената къща на бившия председател на Националната банка на Украйна Валерия Гонтарева, за хорът получава сериозни критики. Министърът на културата Володимир Бородянски, коментирайки инцидента, се извинява на Гонтарева. На въпрос дали ще има официална реакция той отговаря, че „законът не забранява моралните извращения“.

## Връзки
- Официален сайт Архив на оригинала от 2022-03-23 в Wayback Machine.
- Facebook страница

|  | Тази страница частично или изцяло представлява превод на страницата „Національний заслужений академічний український народний хор України імені Григорія Верьовки“ в Уикипедия на украински. Оригиналният текст, както и този превод, са защитени от Лиценза „Криейтив Комънс – Признание – Споделяне на споделеното“, а за съдържание, създадено преди юни 2009 година – от Лиценза за свободна документация на ГНУ. Прегледайте историята на редакциите на оригиналната страница, както и на преводната страница, за да видите списъка на съавторите. ВАЖНО: Този шаблон се отнася единствено до авторските права върху съдържанието на статията. Добавянето му не отменя изискването да се посочват конкретни източници на твърденията, които да бъдат благонадеждни. |